# Parcul Național Shiretoko
Parcul Național Shiretoko este un parc inclus în Patrimoniul Mondial UNESCO care se află în peninsula Shiretoko, pe insula Hokkaidō. Aceast parc prezint lacuri, bazine și vulcani activi. Unul dintre vulcanii aflați în acest parc se numește Vulcanul Iozan.
Shiretoko este cunoscut ca având cea mai mare populație de urși bruni din Japonia. De asemenea, în acest parc se află o cascadă formată din izvoare termale, numită Kamuiwakka.
În Parcul Național Shiretoko se află păduri temperate/subalpine mixte. Câteva specii de copac prezente în acest parc sunt Abies sachalinensis, Betula ermanii și Quercus mongolica.